# Јерихон
Јерихон (арап. ‏أريحا‎, грч. Ίεριχώ, хебр. יְרִיחוֹ) је једно од најстаријих утврђених насеља на свету. Налази се на Аутономној палестинској територији на западној обали реке Јордана, 15 km северозападно од Мртвог мора. Надморска висина Јерихона је 258 m испод нивоа мора, и по томе је ово најнижи град на свету.

## Историја

### Археологија
Сматра се да је Јерихон један од најстаријих ако не и најстарији град на свету са континуалним настањењем. Археолошки налази су овде открили преко 20 по себи надовезујућих насеља од којих је најстарије датирано око 9000. п. н. е. Археолошки радови су били организовани већ 1868. године, а најинтензивнији и савремени археолошки радови су организовани између 1952- 1958. године под руководством Кетлин Кенин која је употребила технику копања у 3Д техници. Зидине су подигнуте у 5. миленијуму п. н. е. Током времена су постојала насеља, па постоје рушевине из разних епоха.
Истоимени град са 20.400 становника (2006) се и данас налази у близини рушевина тврђаве.

### Помињање у Библији
Јевреји га преотимају од Ханана у току освајања Палестине, што је описано у Библији. У Библији се Јерихон назива „Градом палми“. Римљани су разорили град године 68. нове ере. У 1. Књизи о царевима пише да је у вријеме цара Ахава, Хил Ветиљанин сазидао Јерихон.

## Партнерски градови
- Пиза
- Кампинас
- Крагујевац
- Илио
- Калипатрија
- Јаши
- Лердал
- Јегра
- Сан Ђовани Валдарно
- Лион
- Алесандрија
- Нант
- Санта Барбара